# Casa-Torre d'Ansaldo
La Casa i Torre d'Ansaldo, construccions del segle xvii i segle xvi respectivament, formen un conjunt arquitectònic situat en el municipi de Sant Joan d'Alacant pertanyent a la comarca de l'Alacantí de la Comunitat Valenciana, que té la categoria de Bé d'Interès Cultural (Espanya).

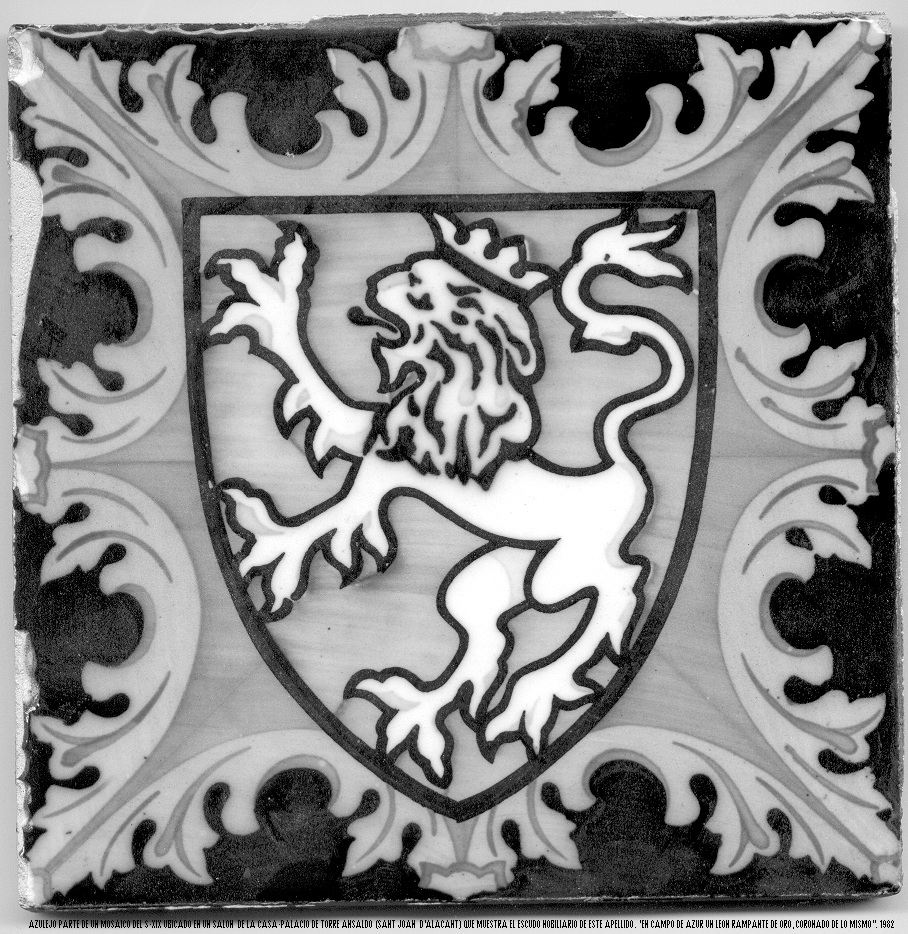
Taulell amb l'escut d'armes d'Ansaldo trobat en el saló principal de la Casa-Torre (1982)

 Tots dos immobles pertanyen a la històrica propietat coneguda com a «Finca Ansaldo», que sobrepassava els 12 quilòmetres quadrats d'extensió de la terra més fèrtil de l'Horta d'Alacant regada amb aigües centenàries de la séquia del Gualeró mitjançant canal pròpia anomenada de la Fillola d'Ansaldo en paral·lel al camí de les Penyetes. La propietat constava de més edificis com ara quadres, almàssera i dependències per al servei, amb un aljub en el centre i tot això tancat per un mur a la part posterior a manera de pati. Únicament han estat recuperats, però, la torre de defensa de tres pisos amb sageteres, la casa senyorial en la qual destaca l'ampli espai que ocupa el vestíbul —amb els seus forts arcs de mig punt, un pou i accés a les diferents estances en tres nivells— i l'ermita-capella (de la qual no es van poder salvar els frescos que contenien un pantocràtor). Aquests monuments integren l'únic BIC que en l'actualitat és propietat d'aquest municipi alacantí de Sant Joan.
Aquesta va ser la casa pairal de Juan Agustín Ansaldo, cavaller generós originari de Cartagena —jurisdicció del Regne de Múrcia (Corona de Castella)— que va provar la seva noblesa familiar davant l'Audiència de València, jurisdicció del Regne de València (Corona d'Aragó) en 1649. Va ser visitador real en aquestes terres i, en atenció al seu càrrec d'agutzil major del Sant Ofici de la demarcació d'Alacant, se li va permetre aixecar, a més, una capella per al seu ús particular a la finca. Els seus fills Henrique i J. Agustín Ansaldo van ocupar el càrrec de jurat del Consell municipal d'Alacant el 1685 el major i en 1658 i 1661 (any de la defunció paterna) el menor. Així mateix, van ser destacats productors del llegendari vi fondellol, conreat i elaborat a la finca, i envellit en el celler sota la casa senyorial. També va habitar la propietat —que llavors aconseguia al voltant de 8 quilòmetres quadrats amb dret a 2 hores d'aigua— Francisco Ansaldo, regidor de l'Ajuntament d'Alacant el 1844 i conseller provincial, que va ser secretari del Sindicat de Regs de l'Horta d'Alacant. A la casa va néixer Manuel Gómiz, qui va continuar amb les explotacions agràries i negoci d'exportacions, augmentant la grandària de la finca; va dirigir el citat Sindicat de Regs el 1880 i va ser alcalde d'Alacant en 1890.

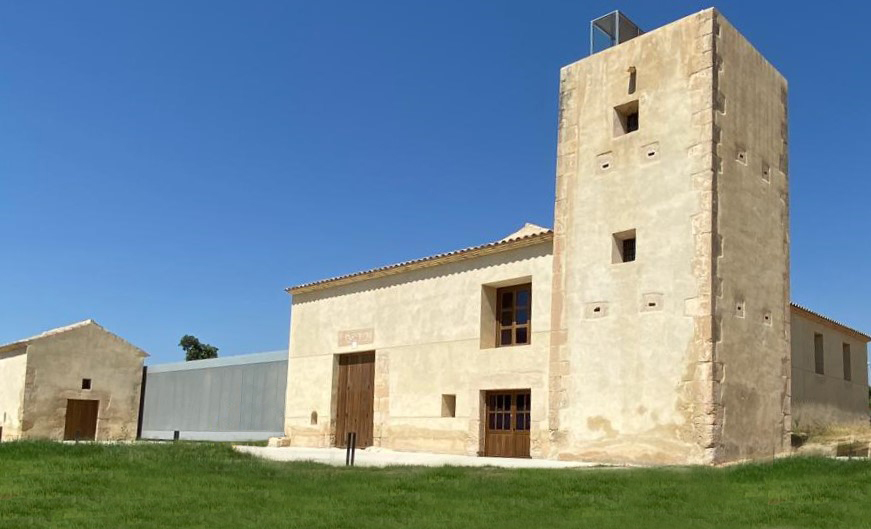
Finca Ansaldo després de la restauració: Torre, Casa palatina i la Capella familiar

El conjunt monumental allotja un Centre d'Interpretació de l'Horta, impulsat per l'Ajuntament santjoaner que va iniciar el 2014 les obres conduents a frenar el deteriorament. La institució municipal ha dut a terme una important obra de rehabilitació i restauració amb un important suport del Fons Europeu de Desenvolupament Regional provinents de la Generalitat Valenciana (2014-2020).